# Холматов, Дадоджон
Дадоджон Холматов (1907, Ходжент, Самаркандская область — 13 июня 1961) — советский таджикский хозяйственный и государственный деятель.

## Биография
Родился в 1907 году в Ходженте. Член КПСС с 1929 года.
С 1923 года — на хозяйственной, общественной и политической работе. В 1923—1964 годы — комсомольский работник в Ходжентском уезде. Секретарь Муминабадского райкома КП(б) Таджикистана. Инструктор ЦК КП(б) Таджикистана. Управляющий «Таджиктрансом». 
Заместитель председателя, председатель Госплана Таджикской ССР. 
Народный комиссар промышленности Таджикской ССР. 
Министр хлопководства Таджикской ССР. 
Министр текстильной промышленности, министр легкой промышленности, министр промышленных товаров широкого потребления Таджикской ССР. 
Директор Душанбинского текстильного комбината. 
Избирался депутатом Верховного Совета Таджикской ССР 2-го, 3-го, 4-го, 5-го и 6-го созывов (апрель 1947 — 27 декабря 1966).
Умер в Душанбе в 1981 году.